# Чалдыран
Чалдыра́н (тур. Çaldıran, курд. Bazîdaxa, Bayîzaxa, Ebex) — город и район в провинции Ван (Турция).

## История
В 1514 году в этих местах произошла Чалдыранская битва.